# Falken’s Maze
Das Falken’s Maze in  Fürth war vermutlich das erste Internetcafé Deutschlands. Es wurde am 1. Juli 1994 von den Geschwistern Reinhold Pretscher, Angelika Hammer und Rüdiger Pretscher   eröffnet und später von Reinhold Pretscher alleine geführt. Der Erststandort war an der Fronmüllerstraße 120. Nach einem Umzug erfolgte am 6. Juli 1996 die Wiedereröffnung mit zehn Computern in der Königstraße 78. Zuletzt war es in der Erlanger Straße 2 ansässig, bevor es Ende März 2004 geschlossen wurde. Die Betreiber-GmbH Falken’s Maze GmbH wurde am 12. Oktober 2004 liquidiert. Der Name Falken’s Maze stammt von einem fiktiven Computerspiel im Film WarGames – Kriegsspiele (1983), der sich mit einem Hacker und dessen Verhinderung eines weltweiten Atomkrieges befasst.

## Lokalberichterstattung
- Negar Bonkdar: Internet: Bücherei ohne Öffnungszeiten. In: Nürnberger Nachrichten von 1997
- Sabine Dietz: Plausch am Computer. In: Fürther Nachrichten vom 8. September 1997, S. 33 f
- Sabine Dietz: Der Computer paßt so schlecht ins Bett oder in die Badewanne. In: Fürther Nachrichten vom 21. März 1998, S. 95
- Fürthwiki

## Belege
1. ↑  Dominik Drutschmann: Internetcafés in Berlin: T@nte-Emma-LAN. In: Der Tagesspiegel Online. 15. August 2014, abgerufen am 17. August 2023: „Als das erste Internetcafé dieser Art gilt „Falken’s Maze“, das 1994 in Fürth eröffnet wurde.“
2. ↑  Ältestes deutsches Internet-Café vor dem Aus? Dem ältesten deutschen Internet-Café, dem Maze, droht wegen neu einzuhaltender gesetzlicher Vorgaben und zusätzlicher Gebühren das Ende. In: Heise online. 19. Januar 2003, abgerufen am 19. August 2023.
3. ↑  Hilmar Schmundt, Thomas Tuma:: „Einmal Gott sein“. In: Der Spiegel 20/2000. 15. Mai 2000, abgerufen am 19. August 2023: „»Das geht jetzt erst richtig los«, orakelt der gelernte Konditor Reinhold Pretscher, 28, der im bayerischen Fürth vor sechs Jahren das angeblich erste deutsche Internet-Café eröffnete.“
4. ↑  FALKENS-MAZE ältestes Internet Cafe Deutschland geschlossen. In: Feierabend.de. Ehemals im Original (nicht mehr online verfügbar); abgerufen am 19. August 2023 (ohne Autor und Datum, wohl März 2004). (Seite nicht mehr abrufbar. Suche in Webarchiven)  (Seite dauerhaft nicht mehr abrufbar, festgestellt im August 2023. Suche in Webarchiven)
5. ↑  Falken´s Maze GmbH, northdata.de
6. ↑  WarGames — Falken's Maze auf YouTube